# Pavel Dvořák (úředník)
Pavel Dvořák (* 29. května 1967 Vyškov) je český úředník, od ledna 2014 do prosince 2017 vedoucí Úřadu vlády České republiky.

## Život
V roce 1985 maturoval na Gymnáziu Vyškov a následně absolvoval čtyřletý obor strojírenská technologie na Fakultě strojní a elektrotechnické Vysoké školy báňské v Ostravě (získal titul Ing.).
Pracovní kariéru začal v letech 1989 až 1996 v brněnském podniku První brněnská strojírna, která se v roce 1993 transformovala na společnost ABB První brněnská strojírna. Postupně zastával pozice technologa, konstruktéra a projektanta. Od února 1996 do prosince 1999 pak pracoval jako systémový inženýr a projektový manažer v ABB Power Plant Control, ze které se v roce 1999 stala společnost ABB Energo. Během své práce v ABB absolvoval v roce 1996 desetiměsíční pracovní pobyt v ABB KWL v německém Mannheimu. Pracoval také v Mladé Boleslavi a Kladně.
Od ledna 2000 zastával funkci tajemníka městského úřadu města Slavkov u Brna na Vyškovsku. Od června 2011 je členem celostátního předsednictva Sdružení tajemníků městských a obecních úřadů (STMOÚ) a předsedou STMOÚ Jihomoravského kraje.
Na konci ledna 2014 se stal vedoucím Úřadu vlády České republiky ihned poté, co byla jmenována vláda Bohuslava Sobotky. Vystřídal tak Radka Augustina, kterého do funkce dosadila předchozí vláda Jiřího Rusnoka. Pozici vykonával do prosince 2017, kdy skončil s příchodem první vlády Andreje Babiše. Ve funkci jej nahradil (respektive se do ní vrátil) Radek Augustin.
Pavel Dvořák je ženatý a má dvě dcery. Z cizích jazyků ovládá angličtinu a ruštinu.